# Emirato de Yabal Shammar
El Emirato de Yábal Shámmar (en árabe: إمارة جبل شمر‎, romanizado: ‘imārat ŷabal šammar), también conocido como el Emirato de Hail (إمارة حائل) o el Emirato de la Dinastía Rashīd (إمارة آل رشيد), fue un estado en la región de Néyed de Arabia, existente desde mediados del siglo XIX hasta 1921. Yábal Shammar se traduce como la "Montaña del Shámmar". Su capital era Hail. Fue dirigido por una monarquía de la dinastía Rashīd. Abarcaba territorios que hoy forman parte de Arabia Saudita, Irak y Jordania.

## Historia
El Emirato de Yábal Shámmar se estableció en 1836 y durante la mayor parte de su existencia estuvo en disputa con la Casa de Saúd sobre el control del Néyed. Los Rashīdis, gobernantes de Yábal Shámmar, habían logrado derrocar a los saudíes de Riad en 1891 siguiendo la batalla de Mulayda. Esto dio lugar a la abolición del segundo estado saudí, el Emirato de Néyed, e incorporación de su territorio a Yábal Shámmar.
Cuando los saudíes fueron expulsados del cuadro, exiliados en Kuwait, la dinastía Rashīd buscó relaciones amistosas con el Imperio otomano ubicado al norte de su dominio. Esta alianza se hizo cada vez menos provechosa durante el curso del siglo XIX cuando los otomanos perdían influencia y legitimidad.
En 1902, Abdulaziz ibn Saúd tuvo éxito en recapturar Riad para la Casa de Saúd, y empezó una campaña para reconquistar la región —campaña que resultó ser un gran éxito para los saudíes—. Después de varios enfrentamientos, los Rashīdis y los saudíes se enzarzaron en una guerra a gran escala sobre la región de Qassim, la cual resultó en una humillante derrota para los Rashīdis y la muerte del emir rashīdi Abdul Aziz ibn Mitaab al-Rashīd.
Tras la muerte del emir, Yábal Shámmar gradualmente fue en decadencia, siendo tratados posteriormente por el Frente del Oriente Medio en la Primera Guerra Mundial. Ibn Saúd, aliado con el Imperio británico como un contrapeso al apoyo de los otomanos para Yábal Shámmar, surgió mucho más fuerte en la Primera Guerra Mundial.
El Emirato de Yábal Shámmar cayó definitivamente con la campaña saudí a finales de 1921. El emirato se rindió ante los saudíes el 2 de noviembre de 1921, y fue posteriormente incorporado al Sultanato de Néyed.
Hoy muchos de los Yebalíes del Shámmar viven en Siria e Irak debido al exilio mandado por los saudíes y los británicos.

## Emires de Yábal Shámmar
1. ʿAbdullāh (I) bin Rašīd (en árabe: عبدالله بن رشيد‎; 1836-48). Abdulah llegó al poder después de dirigir una revuelta (junto con su hermano, el príncipe ʿUbayd al-Rashīd) contra el gobernante de Hail, Muhámmad ibn Alí, quien era un compañero miembro del linaje Yaáfar al-Shammari. Como dirigente, Abdulah fue alabado por traer la paz y la estabilidad tanto a Hail y a la región circundante. Abdulah reclamó a su hermano, el príncipe ʿUbayd, un ahd (pacto) según el cual la sucesión del puesto de emir quedaría en la línea de Abdulah.
2. Ṭalāl bin ʿAbdullāh (طلال بن عبدالله; 1848–68). El hijo de Abdulah, Talal es recordado por su liberalismo relativo e interés en proyectos de obras públicas. Durante su gobierno, el palacio de Barzan en Hail fue finalizado. Estableció conexiones de comercio regular con Irak y expandió la esfera de influencia rashīdi:"Los habitantes de Kaseem, cansados de la tiranía de los wahhabíes, giraron sus ojos hacia Telal, quien ya había dado un asilo generoso e inviolable a los numerosos exiliados políticos de aquel distrito. Las negociaciones secretas se llevaron a cabo, y en un momento favorable en las tierras altas de aquella provincia —en cierto modo no peculiar a Arabia— los anexionó al reino de Shammar por sufragio universal y unánime." (William Gifford Palgrave, 1865: 129.)  Talal fue considerado relativamente tolerante hacia los extranjeros, incluyendo a los comerciantes en Hail: "Muchos de estos comerciantes pertenecieron a la secta chií, odiada por algunos sunnitas y doblemente odiados por los wahhabíes. Pero Telal [sic] afectado a no percibir su discrepancia religiosa, y silenció todos los rumores por marcas de favor especial hacia los disidentes, y también por las ventajas que su presencia no fue mucho tiempo en procurar para la ciudad". (William Gifford Palgrave 1865: 130.)  En la década de 1860, las disputas internas en la Casa de Saúd permitieron una alianza Rashīd/Otomanos para derrocarles. El Rashīd ocupó la capital saudí de Riad en 1865 y forzó a los dirigentes de la Casa de Saúd al exilio. Más tarde Talal falleció en un incidente de tiroteo el cual ha sido catalogado como "misterioso". Charles Doughty, en su libro Viajes en el desierto de Arabia, escribió que Talal se suicidó. Talal dejó siete hijos, pero el hijo mayor, Bandar, tenía entre 18 y 20 años cuando su padre murió.
3. Mutʿib (I) bin ʿAbdullāh (متعب بن عبدالله; 1868–69). Hermano menor de Talal,  que fue respaldado por los miembros mayores de la familia Rashīd y los jeques de los sectores de Shammar. Después de un año, fue asesinado a disparos en el Palacio de Barzan por su sobrino y siguiente emir, Bandar. Según la versión de Doughty de los hechos, Bandar y Badr, el segundo hijo mayor, disparó una bala de plata para matar a su tío porque supieron llevaba un amuleto que lo protegía del plomo.

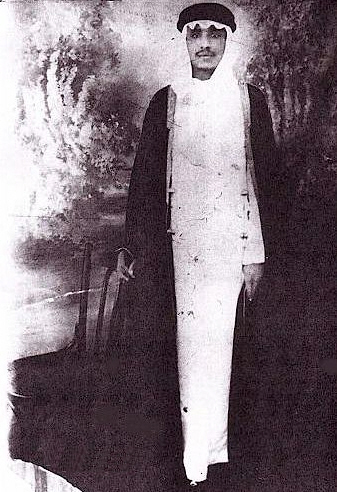
Una fotografía del joven ʿAbdullāh II bin Mutʿib II bin ʿAbd al-ʿAzīz bin Mutʿib I bin ʿAbdullāh I bin Rašīd, el 11.º Emir de Yábal Shámmar.

1. Bandar bin Ṭalāl (بندر بن طلال; 1869). Gobernó durante un breve periodo antes de que fuera asesinado por su tío, Muhámmed, hermano de Mutʿib. Según se dice, Bandar se casó con la viuda de su tío y tuvo un hijo con ella.
2. Muḥammad (I) bin ʿAbdullāh (محمد بن عبدالله; 1869–97). Una confrontación fuera de Hail con su sobrino, el joven emir Bandar, Muhámmad terminó asesinando a Bandar. Muhámmad entonces continuó su viaje a Hail y se proclamó como el nuevo emir. Para impedir la posibilidad de venganza, Muhámmad ordenó ejecutar a todos los hermanos de Bandar (los hijos de Talal), los primos de este (los hijos de la hermana de Talal), y a sus esclavos y criados. Solo uno de los hijos de Talal, Naif, sobrevivió. A pesar de su auspicioso comienzo, su mandato llegó a ser el más largo en la historia de la dinastía rashīdi. Su gobierno se convirtió en "un periodo de estabilidad, expansión y prosperidad" (ref.: p. 61, Al Rashīd). Su expansión logró anexionar Sekaka y Palmira en el norte y Taima y Khaybar en el oeste. En 1891, después de una rebelión, Abdulrahman ibn Faisal dejó Riad. La Casa de Saúd, incluyendo el Abdul Aziz Al Saúd de diez años, fueron al exilio en Kuwait.
3. ʿAbd al-ʿAzīz bin Mutʿib (عبدالعزيز بن متعب; 1897–1906). Hijo de Mutʿib, el tercer emir, fue adoptado por su tío Muhámmad, el quinto emir, y creció para ser su heredero. Después de que Muhámmad falleciera por causas naturales, Abd al-ʿAziz le sucedió sin oposición alguna. Sin embargo, su gobierno estaba inseguro cuando sus aliados otomanos eran impopulares y cada vez más débiles. En 1904, el joven Ibn Saúd, el fundador futuro de la Arabia Saudita, regresó del exilio con un pequeño ejército y reconquistó Riad. Abd al-ʿAziz murió en la batalla de Rawdat Muhanna por Ibn Saúd en 1906.
4. Mutʿib (II) bin ʿAbd al-ʿAzīz (متعب بن عبدالعزيز; 1906–07). Sucedió a su padre como emir. Sin embargo, no fue capaz de ganar apoyo de la familia entera y, dentro de un año, fue asesinado por Sultán bin Hammud.
5. Sulṭān bin Ḥammūd (سلطان بن حمود; 1907–08). Nieto de Ubayd (el hermano del primer emir), fue criticado porque ignoró el ahd (pacto) entre su abuelo y el primer emir. Fracasó en la lucha contra Ibn Saúd, y fue asesinado por sus propios hermanos.

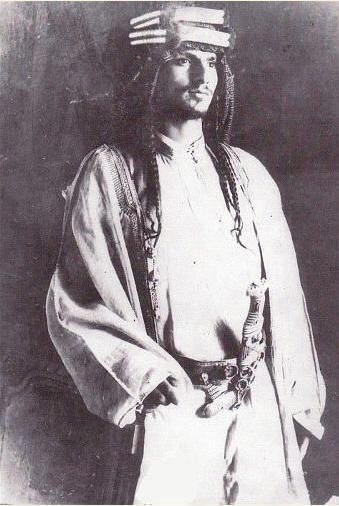
Una fotografía de Saud bin Abdulaziz Al Rashid, el décimo Emir de Yábal Shámmar.

1. Saʿūd (I) bin Ḥammūd (سعود بن حمود; 1908–10). Otro nieto de Ubayd. Saʿud fue asesinado por los parientes maternos de Saʿud bin ʿAbd al-ʿAziz, el décimo emir.
2. Saʿūd (II) bin ʿAbd al-ʿAzīz (سعود بن عبدالعزيز; 1910–20). Un chico de 10 años cuando fue hecho emir, sus parientes maternos de la familia Al Sabhan gobernaron como regentes en su nombre hasta que tuvo la mayoría de edad, basado en la constitución de Emara. En 1920, fue asesinado por su primo, Abdulah bin Talal (un hermano del 12.º emir). Dos de su viudas se volvieron a casar: Norah bint Hammud Al Sabhan se convirtió en la octava esposa de Ibn Saúd y Fahda bint Asi Al Shuraim de la fracción Abde de los Shammar se convirtió en la novena esposa de Ibn Saúd y la madre del rey Abdulá de Arabia Saudí.
3. ʿAbdullah (II) bin Mutʿib (عبدالله بن متعب; 1920–21; muerto en 1947). Un hijo del 7.º emir, se rindió ante Ibn Saúd en 1921, después de haber llegado al trono el año anterior, a la edad de trece años.
4. Muḥammad (II) bin Ṭalāl (محمد بن طلال; 1921; muerto en 1954). Un nieto de Naif, el único hijo superviviente de Talal, el 2.º emir. La esposa de Muhámmad bin Talal, Nura bint Sibban se casó con el rey Abdulaziz después de que fuera encarcelado por él.[2] Rendido ante Ibn Saúd, una de las hijas de Muhámmad bin Talal, Watfa, se casó con el príncipe Musa'id bin Abdul Aziz, el decimoquinto hijo de Ibn Saúd. El príncipe Musa'id y Watfa convirtieron los padres del príncipe Fáisal bin Musa'id, en el asesino del rey Fáisal.[2]

## Economía
Históricamente, el emirato producía alfalfa.